# Red Bull Ring

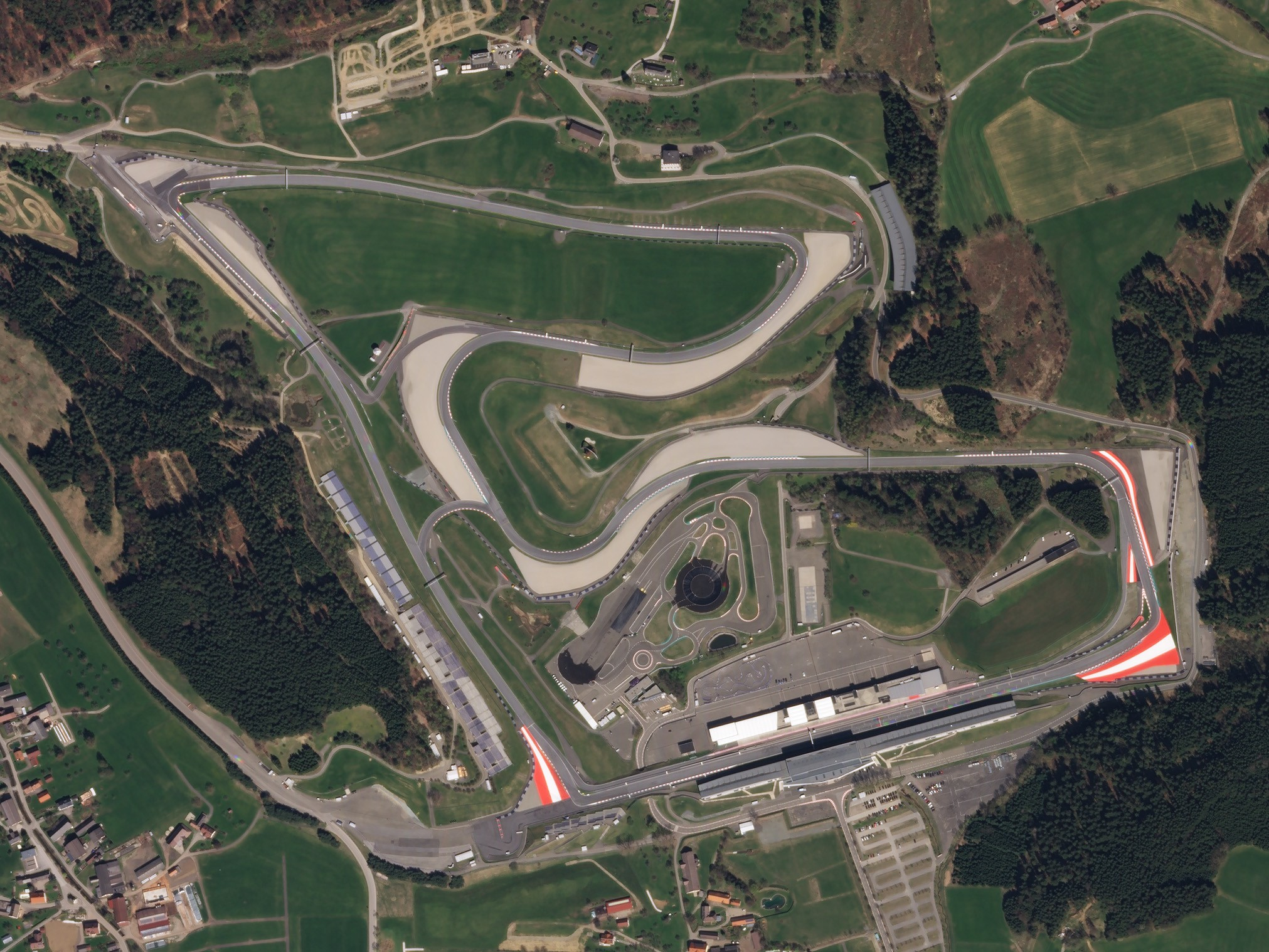
Satellietfoto van het circuit (2018)

De Red Bull Ring is een Oostenrijks racecircuit in Spielberg, Stiermarken.
Het circuit werd in 1969 gebouwd en kreeg als naam de Österreichring. Vanaf 1970 tot en met 1987 werd er de Grand Prix van Oostenrijk verreden. In 1995, werd het circuit verbouwd en ingekort en kreeg het de naam A1 Ring. Vanaf 1997 tot 2003 werden er weer F1-races gehouden op dit circuit. Na 2003 werd het circuit gesloten en gedeeltelijk gesloopt. Dietrich Mateschitz, gedeeltelijke eigenaar van Red Bull, kocht het circuit op en in 2011 werd het weer geopend en kreeg het de naam Red Bull Ring.

## Geschiedenis

### De tijd van glorie(1970 - 1987)
Het circuit werd gebouwd in 1969 en geopend op 26 juli 1969. Het had een lengte van ongeveer zes kilometer. In deze configuratie stond het destijds als de Österreichring op de Formule 1-kalender tot 1987. Het circuit stond bekend als hogesnelheidscircuit. Twee incidenten bij de start in 1987 hadden grote schade veroorzaakt. Het circuit werd daardoor als te gevaarlijk beschouwd en gedurende tien jaar niet opgenomen op de kalender van het Formule 1-kampioenschap.

### De wedergeboorte(1997 - 2003)

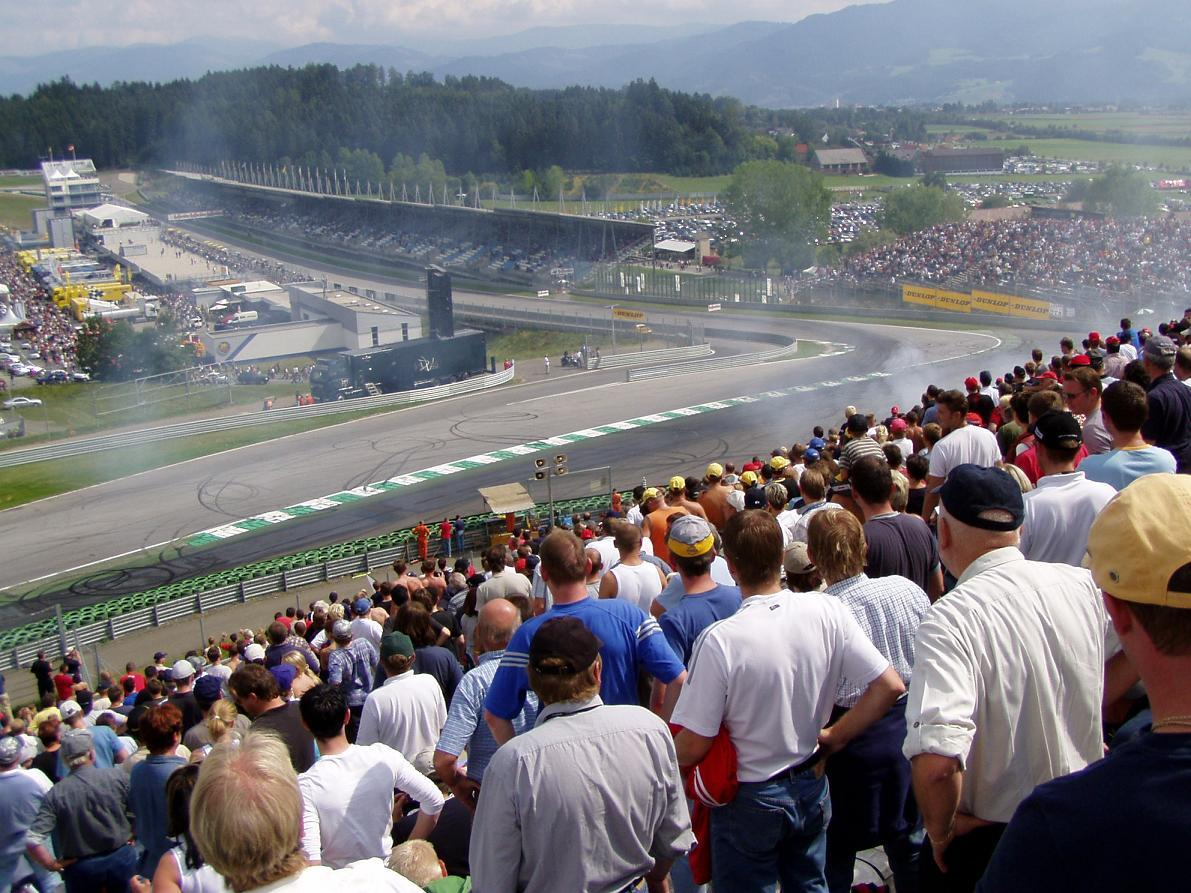
A1 Ring (2003)

Na veel politieke discussie werd in 1995 het circuit verkort tot 4318 meter en voorzien van betere veiligheidsmaatregelen. Dit project kwam voor rekening van Formule 1-circuitontwerper Hermann Tilke. Hierdoor keerde in 1997 de Grand Prix van Oostenrijk weer terug tot en met 2003. Er werd ook meteen besloten om de naam van de hoofdsponsor te koppelen aan de naam van het nieuwe circuit. De nieuwe hoofdsponsor was het Oostenrijkse telecombedrijf A1, of ook wel Mobilkom Austria. Vandaar de naam A1 Ring. Na 2003 verdween de grand prix opnieuw van de Formule 1-kalender. Officieel verdween de grand prix door het EU-verbod op tabaksreclame. Inofficieel werd er te veel verlies gedraaid om nog langer de grand prix te organiseren.
In 2002 tijdens de Grand Prix van Oostenrijk vond hier het beruchte incident plaats waarbij Rubens Barrichello vlak voor finishlijn teamgenoot Michael Schumacher voorbij moest laten gaan in opdracht van zijn team Ferrari. Bij de podiumceremonie kwam hun dit op een flink fluitconcert van het publiek te staan. Schumacher probeerde het nog een beetje goed te maken door tijdens de ceremonie Barrichello de beker van de winnaar in zijn handen te drukken, maar hier kregen ze later nog een boete voor van de FIA. Naar aanleiding van dit incident is toen het verbod op teamorders ingevoerd. Dit verbod is sinds het seizoen 2011 niet meer van kracht. De afschaffing is naar aanleiding van een incident met opnieuw Ferrari in de hoofdrol tijdens de Grand Prix van Duitsland in 2010.

### De derde vernieuwing(2005 - heden)
Dietrich Mateschitz koopt met zijn bedrijf Red Bull het circuit in 2005. Hij had samen met een drietal grote investeerders (KTM, Magna International en Volkswagen) grootse plannen met het circuit, maar deze faalden door onder andere protest van de omwonenden en omdat een van de financiers zich terugtrok uit het project. Hierdoor zag het er allemaal niet meer zo rooskleurig uit voor het circuit. Omdat tijdens de ontwerpfase van het project al met de sloop was begonnen, was het circuit niet meer bruikbaar voor races. De kansen voor het voortbestaan keerden totaal onverwacht op 3 april 2008 toen de Kleine Zeitung met een artikel opende op de voorpagina. De renovatie kon toch doorgang vinden in een afgeslankte vorm. Op 15 mei 2011 werd de Red Bull Ring heropend en op 5 juni 2011 werd er weer een DTM-race gereden. Vanaf seizoen 2014 wordt er ook weer een Formule 1-race georganiseerd op het vernieuwde circuit. In 2016 keerde de MotoGP terug op het Oostenrijkse circuit.

## Lay-out circuits

### Voormalige circuits

Het huidige circuit ingetekend in de oude Österreichring.

Afgeblazen verbouwingsplan uit 2005. De A1 Ring incl. Westschleife op de oude resten van de Österreichring.

| Österreichring | Österreichring Jaren: 1969 - 1976 Lengte: 5,911 km Bochten: 16 Snelste raceronde: 1:34.850 (Niki Lauda, Ferrari, 1975)                                                                |
| Österreichring | Österreichring Met de Hella-Licht chicane. Jaren: 1977 - 1995 Lengte: 5,941 km Bochten: 18 Snelste raceronde: 1:23.357 (Nelson Piquet, Williams, 1987)                                |
| A1 Ring        | A1 Ring Vrijwel dezelfde circuitlay-out als de huidige Red Bull Ring. Jaren: 1996 - 2004 Lengte: 4,326 km Bochten: 10 Snelste raceronde: 1:08.337 (Michael Schumacher, Ferrari, 2003) |

### Huidig circuit
| Red Bull Ring | Red Bull Ring Jaren: 2014 - nu Lengte: 4,318 km Bochten: 10 Snelste raceronde: 1:05.619 (Carlos Sainz jr., McLaren, 2020) |

## Uitslagen
| Uitslagen van Formule 1 GP's op het circuit | Uitslagen van Formule 1 GP's op het circuit | Uitslagen van Formule 1 GP's op het circuit | Uitslagen van Formule 1 GP's op het circuit |
| Jaar                                        | Coureur                                     | Team                                        | Verslag                                     |
| ------------------------------------------- | ------------------------------------------- | ------------------------------------------- | ------------------------------------------- |
| 1970                                        | Jacky Ickx                                  | Ferrari                                     | Verslag                                     |
| 1971                                        | Jo Siffert                                  | BRM                                         | Verslag                                     |
| 1972                                        | Emerson Fittipaldi                          | Lotus                                       | Verslag                                     |
| 1973                                        | Ronnie Peterson                             | Lotus                                       | Verslag                                     |
| 1974                                        | Carlos Reutemann                            | Brabham                                     | Verslag                                     |
| 1975                                        | Vittorio Brambilla                          | March                                       | Verslag                                     |
| 1976                                        | John Watson                                 | Penske                                      | Verslag                                     |
| 1977                                        | Alan Jones                                  | Shadow                                      | Verslag                                     |
| 1978                                        | Ronnie Peterson                             | Lotus                                       | Verslag                                     |
| 1979                                        | Alan Jones                                  | Williams                                    | Verslag                                     |
| 1980                                        | Jean-Pierre Jabouille                       | Renault                                     | Verslag                                     |
| 1981                                        | Jacques Laffite                             | Ligier                                      | Verslag                                     |
| 1982                                        | Elio De Angelis                             | Lotus                                       | Verslag                                     |
| 1983                                        | Alain Prost                                 | Renault                                     | Verslag                                     |
| 1984                                        | Niki Lauda                                  | McLaren                                     | Verslag                                     |
| 1985                                        | Alain Prost                                 | McLaren                                     | Verslag                                     |
| 1986                                        | Alain Prost                                 | McLaren                                     | Verslag                                     |
| 1987                                        | Nigel Mansell                               | Williams                                    | Verslag                                     |
| 1997                                        | Jacques Villeneuve                          | Williams                                    | Verslag                                     |
| 1998                                        | Mika Häkkinen                               | McLaren                                     | Verslag                                     |
| 1999                                        | Eddie Irvine                                | Ferrari                                     | Verslag                                     |
| 2000                                        | Mika Häkkinen                               | McLaren                                     | Verslag                                     |
| 2001                                        | David Coulthard                             | McLaren                                     | Verslag                                     |
| 2002                                        | Michael Schumacher                          | Ferrari                                     | Verslag                                     |
| 2003                                        | Michael Schumacher                          | Ferrari                                     | Verslag                                     |
| 2014                                        | Nico Rosberg                                | Mercedes                                    | Verslag                                     |
| 2015                                        | Nico Rosberg                                | Mercedes                                    | Verslag                                     |
| 2016                                        | Lewis Hamilton                              | Mercedes                                    | Verslag                                     |
| 2017                                        | Valtteri Bottas                             | Mercedes                                    | Verslag                                     |
| 2018                                        | Max Verstappen                              | Red Bull                                    | Verslag                                     |
| 2019                                        | Max Verstappen                              | Red Bull                                    | Verslag                                     |
| 2020 (1)                                    | Valtteri Bottas                             | Mercedes                                    | Verslag                                     |
| 2020 (2)                                    | Lewis Hamilton                              | Mercedes                                    | Verslag                                     |
| 2021 (1)                                    | Max Verstappen                              | Red Bull                                    | Verslag                                     |
| 2021 (2)                                    | Max Verstappen                              | Red Bull                                    | Verslag                                     |
| 2022                                        | Charles Leclerc                             | Ferrari                                     | Verslag                                     |
| 2023                                        | Max Verstappen                              | Red Bull                                    | Verslag                                     |
| 2024                                        | George Russell                              | Mercedes                                    | Verslag                                     |
| 2025                                        | Lando Norris                                | McLaren                                     | Verslag                                     |